# Pedro de Cardona
Pedro de Cardona (zm. 26 czerwca 1182) – hiszpański kardynał, arcybiskup Toledo i kanclerz Królestwa Kastylii.
Pochodził z Katalonii, z rodziny wicehrabiów Cardona, jednak karierę zrobił w służbie króla Kastylii Alfonsa VIII, który w 1178 roku mianował go swoim kanclerzem (urząd ten sprawował aż do śmierci). W 1180 roku z bliżej nieznanych powodów przebywał w Rzymie; w trakcie tego pobytu papież Aleksander III wyświęcił go na subdiakona. Rok później kapituła katedralna w Toledo obrała go na arcybiskupa i prymasa Hiszpanii. Uzyskał papieską ratyfikację dla tej nominacji w dniu 2 lipca 1181, nigdy jednak nie otrzymał sakry biskupiej. Najpóźniej 22 maja 1182 Lucjusz III mianował go kardynałem prezbiterem S. Lorenzo in Damaso. Podpisywał bulle papieskie między 3 a 18 czerwca 1182. Zmarł we Włoszech 26 czerwca 1182, jednak wiadomość o jego śmierci dotarła do Hiszpanii dopiero po 4 sierpnia 1182, gdyż w dokumencie z tego dnia jest on wciąż wymieniany jako urzędujący kanclerz królestwa Kastylii.